# 愛媛県道121号川之江停車場線
愛媛県道121号川之江停車場線（えひめけんどう121ごう かわのえていしゃじょうせん）は、愛媛県四国中央市を通る一般県道である。

## 概要
四国中央市川之江町のJR四国予讃線 川之江駅から国道11号交点に至る。

### 路線データ
- 起点：四国中央市川之江町（JR四国予讃線 川之江駅前）
- 終点：四国中央市川之江町（港通交差点、国道11号）

## 地理

### 通過する自治体
- 四国中央市

### 交差する道路
| 交差する道路 | 交差する場所 | 交差する場所      |
| ------------ | ------------ | ----------------- |
| 国道11号     | 川之江町     | 港通交差点 / 終点 |

### 沿線
- JR四国予讃線 川之江駅